# Max-Planck-Institut für Gesellschaftsforschung
Das Max-Planck-Institut für Gesellschaftsforschung (MPIfG) ist eine Forschungseinrichtung der Sozialwissenschaften in Köln. Es betreibt anwendungsoffene Grundlagenforschung mit dem Ziel einer empirisch fundierten Theorie der sozialen und politischen Grundlagen moderner Wirtschaftsordnungen. Im Mittelpunkt steht die Untersuchung der Zusammenhänge zwischen ökonomischem, sozialem und politischem Handeln. Mit einem vornehmlich institutionellen Ansatz wird erforscht, wie Märkte und Wirtschaftsorganisationen in historisch-institutionelle, politische und kulturelle Zusammenhänge eingebettet sind, wie sie entstehen und wie sich ihre gesellschaftlichen Kontexte verändern. Das Institut will eine Brücke zwischen Theorie und Politik schlagen.

## Organisation
Die Direktoren am MPIfG entscheiden über das Forschungsprogramm des Instituts. Sie sind innerhalb eines von der Max-Planck-Gesellschaft (MPG) festgelegten Rahmens bei der Auswahl und Verwirklichung ihrer Forschungsvorhaben frei und unabhängig. Am MPIfG arbeiten zwischen fünfzig und sechzig Soziologen, Politologen, Wirtschaftswissenschaftler und Historiker zusammen. Als wissenschaftliche Mitarbeiter, Doktoranden, Stipendiaten, Gastwissenschaftler und Projektmitarbeiter sind sie in oft international zusammengesetzten Forscherteams tätig. Das MPIfG betreibt keine Auftragsforschung.
In der International Max Planck Research School on the Social and Political Constitution of the Economy (IMPRS-SPCE) bietet das MPIfG eine Forschungsumgebung für qualifizierte Postgraduierte. Die IMPRS-SPCE ist eine vom MPIfG und der Wirtschafts- und Sozialwissenschaftlichen Fakultät der Universität zu Köln gemeinsam getragene internationale Doktorandenschule. Sie ist das erste Graduiertenprogramm im Bereich der Wirtschaftssoziologie und politischen Ökonomie in Deutschland.
Das MPIfG ist Teil eines weltweiten Netzwerkes von Forschungsinstitutionen und Wissenschaftlern in den Sozialwissenschaften. Es unterhält enge Kooperationsbeziehungen zu einer Reihe von Instituten mit vergleichbaren Forschungsschwerpunkten. Die enge Zusammenarbeit mit der Pariser Grande école Sciences Po führte 2012 zur gemeinsamen Gründung des Max Planck Sciences Po Center on Coping with Instability in Market Societies (MaxPo). Hier werden die Auswirkungen zunehmender Liberalisierung, technischen Fortschritts und kultureller Veränderungen auf moderne Gesellschaften westlichen Zuschnitts erforscht.
Ein Fachbeirat begutachtet alle drei Jahre die Forschung des Instituts. Ein Kuratorium mit Repräsentanten aus Politik, Wirtschaft, Verbänden und Medien fördert die Verbindung zu der an den Forschungen des MPIfG interessierten Öffentlichkeit und berät die Institutsleitung in diesem Sinne. Die Satzung des MPI für Gesellschaftsforschung ist online zugänglich.

## Veröffentlichungen
Das Institut gibt drei Publikationsreihen heraus, deren Titel größtenteils frei verfügbar sind:
- MPIfG Bücher sind Monographien, die sich an ein breites Fachpublikum wenden.[6]
- MPIfG Discussion Papers sind Aufsätze aus laufenden Projekten oder von Gastwissenschaftlern, die in der Regel später in Fachzeitschriften veröffentlicht werden.[7]
- In der Reihe MPIfG Journal Articles erscheinen Aufsätze der Mitarbeiter online, die zuvor in wissenschaftlichen Fachzeitschriften mit Peer-Review-Verfahren veröffentlicht wurden.[8]

Das halbjährlich erscheinende Magazin Gesellschaftsforschung gibt einem breiteren Publikum Einblicke in die Forschungsarbeit des Instituts. Ein seit 2005 alle zwei Jahre erscheinende Jahrbuch wurde mit der Ausgabe 2017/2018 eingestellt.

## Zahlen und Daten
Das MPIfG wurde 1985 unter der Leitung der Soziologin Renate Mayntz gegründet. 1986 wurde Fritz W. Scharpf, der von 1973 bis 1984 Direktor am Wissenschaftszentrum Berlin für Sozialforschung war, als zweiter Direktor an das MPIfG berufen. 2003 wurde er emeritiert. 1995 wurde Wolfgang Streeck als Nachfolger der Gründungsdirektorin in das Direktorium berufen, nachdem er unter Scharpf von 1976 bis 1988 zuerst am "International Institute of Management" und später im Forschungsschwerpunkt Arbeitsmarktpolitik tätig war. 2014 wurde Wolfgang Streeck emeritiert. Jens Beckert trat 2005 die Nachfolge von Fritz W. Scharpf an. Das MPIfG setzte mit dieser Berufung neue Akzente auf dem Gebiet der sozialwissenschaftlichen Erforschung der Wirtschaft. 2017 folgte Lucio Baccaro Wolfgang Streeck im Direktorium nach. Auswärtige Wissenschaftliche Mitglieder des MPIfG sind Colin Crouch und Kathleen Thelen. Das MPIfG ist eine der etwa 80 Forschungseinrichtungen der Max-Planck-Gesellschaft, die vor allem in den Natur-, aber auch in den Geistes- und Sozialwissenschaften Grundlagenforschung betreibt. Der Jahresetat des Max-Planck-Instituts für Gesellschaftsforschung liegt derzeit bei 4,6 Millionen Euro (2013).
Das Institut hat Planstellen für wissenschaftliche und nichtwissenschaftliche Beschäftigte sowie Fördermittel für etwa 20 Doktoranden und Postdoktoranden. Weitere Stellen werden über Sonderprogramme des Bundes, der EU und anderer Projektträger und durch Projektmittel finanziert. Das Institut hat eine eigene Bibliothek, deren Katalog online für Recherchen zur Verfügung steht.

## Journalist in Residence
Das Institut verfügt seit 2006 über ein Fellowship für einen „Journalist in Residence“. Die Dauer des Aufenthalts variiert zwischen sechs Wochen und drei Monaten. Seit 2006 waren mehr als 25 Journalisten als „Journalist in Residence“ am Institut.